# Eublemmistis
Eublemmistis är ett släkte av fjärilar. Eublemmistis ingår i familjen nattflyn.
Kladogram enligt Catalogue of Life:
| Eublemmistis | \| \| Eublemmistis bivirgula \| \| \| \| \| \| Eublemmistis chlorozonea \| \| \| \| |
|              | \| \| Eublemmistis bivirgula \| \| \| \| \| \| Eublemmistis chlorozonea \| \| \| \| |
|              | Eublemmistis bivirgula                                                              |
|              |                                                                                     |
|              | Eublemmistis chlorozonea                                                            |
|              |                                                                                     |